# 불갑면
불갑면(佛甲面)은 대한민국 전라남도 영광군의 면이다.

## 개요
불갑면은 마라난타 존자가 최초로 불법을 설파하며 창건한 천년고찰 불갑사와 일본에 주자학을 전파하신 수은 강항 선생의 내산서원 등 많은 문화유산을 보유하고 있어, 문화적 자부심이 강한 지역이다. 천연기념물로 지정된 참식나무와 다양한 상사화류가 군락을 이루고 있는 등산하기 좋은 불갑산과 수변공원이 조성된 불갑저수지 등이 위치해 있다.

## 행정 구역
- 건무리
- 금계리
- 녹산리
- 모악리
- 방마리
- 부춘리
- 생곡리
- 순용리
- 쌍운리
- 안맹리
- 우곡리
- 응봉리
- 자비리

## 교육
| 학교명              | 소재지               | 비고        |
| ------------------- | -------------------- | ----------- |
| 불갑초등학교        | 불갑면 강항로 7      |             |
| 영광중학교 불갑분교 | 불갑면 함영로 2958-3 | 1997년 폐교 |